# 尤利乌斯·斯特尔尼斯科
尤利乌斯·斯特尔尼斯科（1958年8月6日—2008年9月20日），斯洛伐克男子摔跤运动员。他曾代表捷克斯洛伐克参加1980年和1988年夏季奥林匹克运动会摔跤比赛，其中1980年奥运会获得一枚铜牌。